# Combate naval

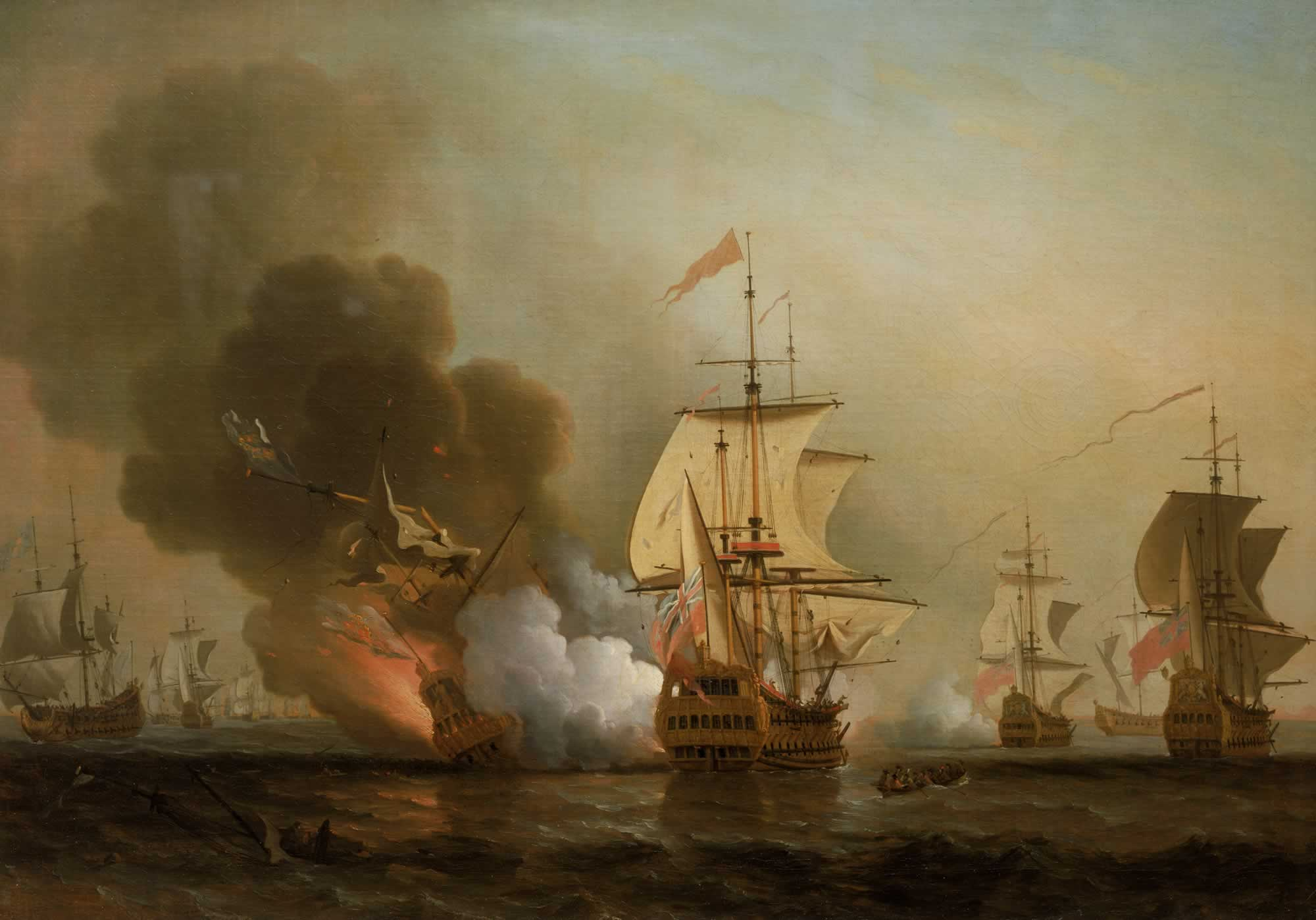
Combate Naval de Barú en Cartagena, 7 al 8 de mayo de 1708

Se llama a la lucha entre dos escuadras o fuerzas navales adversarias, y también la sostenida por buques, de una parte, y fuerzas terrestres de otra.
Cuando se entabla por toda la flota se dice combate general. Si solo entran en acción parte de las fuerzas, combate parcial, y el sostenido por un solo barco, combate particular.
La denominación de batalla naval, la cual parece sinónima, y en ciertos casos lo es, no se emplea en el lenguaje técnico marítimo militar más que para designar una gran lucha sostenida por fuerzas muy numerosas y cuando es la solución de un vasto plan estratégico o produce como consecuencia resultados de gran trascendencia, como la Batalla de Accio, Lepanto, Trafalgar, etc. Añadiendo de combate a las denominaciones con que se designan ciertos actos y a los nombres de muchas cosas de uso en la marina se denota que su principal aplicación y destino más apropiado es el de servir en tal función de guerra.

## Evolución

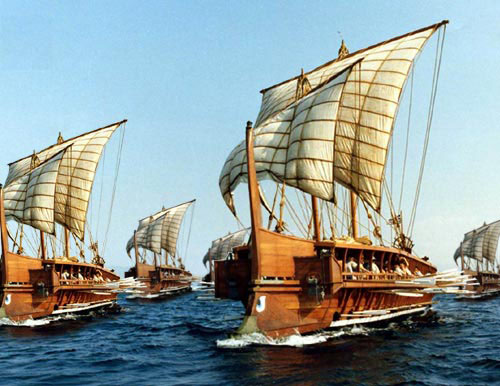
Reconstrucción de trirremes griegos.

El combate naval, sujeto a cierto método y orden preconcebido, no se inició e hizo posible hasta que los fenicios y griegos construyeron sus naves perfeccionadas y aptas para maniobrar y formar con arreglo a los principios de la naciente y rudimentaria táctica naval. Las marinas de aquellos pueblos combatían embistiéndose los barcos con sus espolones de proa y pasando enseguida sus dotaciones al abordaje para luchar cuerpo a cuerpo, como si fuera en tierra, después de enganchar los cascos mediante arpeos. Esta manera de pelear en el mar fue seguida por cartagineses y romanos, a pesar del mayor desarrollo que en sus guerras marítimas adquirió la táctica naval, y se ha perpetuado durante muchos siglos como una de las fases de combate entre escuadras o buques de sueltos, hasta que los nuevos elementos de propulsión, ofensa y defensa, fueron haciéndola impracticable.
Empleaban además, los griegos las formaciones en línea, en semicírculo y en cuña, y movían sus trirremes con maniobras combinadas, efectuadas a una señal convenida. Entre ellas, las preferidas eran: el diekplous, atravesar o cortar la línea enemiga, y el periplous, conversión rápida de 180° alrededor del adversario.
El arma propia de los buques de guerra romanos, era, como lo fue de los griegos, el espolón, de hierro o de bronce, llamado rostrum, sujeto a la roda, ordinariamente a nivel de la línea de flotación. Su forma solía se de cono, de pirámide, de cuerno o de pico de ave rapaz, y algunas veces de lanza, con uno, dos o tres dientes —rostrum tridens—, en cuya construcción se empleaba también el acero. Iban provistos, además, los buques para el combate, de arpeos de abordaje, manus ferrea o corvus; de un ariete náutico xyston, usado también por los griegos en unión de los arpeos, el cual consistía en una pesada y aguda lanza guarnecida al mástil, desde el que se lanzaba contra los cascos enemigos para producir brechas o vías de agua; y de bipennis, poleas con grandes pesos para abatir las obras muertas o las cubiertas.
Antes de entrar en combate eran aligerados de peso e impedimenta todos los buques de guerra, dejando en tierra o en otras naves, velas y mástiles. En cambio empleaban a veces elevadas torres a popa y a proa, con el objeto de que pudieran luchar sin gran desventaja los barcos de poco puntal.
Para combatir adoptaban diversos órdenes de batalla, entre los cuales los principales eran: el semicircular, el de fórceps y el de cuña. El primero, ordo lunatus, consistía en disponer los barcos a ambas bandas del buque insignia del pretor, formando una curva, en cuyos extremos colocaban los barcos más fuertes mandados por los mejores capitanes y destinados a recibir el primer choque del enemigo. Cuando las fuerzas de este eran muy superiores, el más débil invertía dicho orden táctico y presentaba al adversario un semicírculo de espolones, incurvus ordo, difícil de romper. El orden de cuña, cuneus, consistía en disponer la flota en forma de V invertida, con el vértice al frente. El del fórceps, que era el menos empleado, consistía en ordenarla en forma de U. 
Además, como no combatían lejos de las costas ni con mal tiempo, los barcos varaban muchas veces, de popa en la playa y presentaban sus proas al enemigo que desde el mar les atacaba.
Una flámula roja o estandarte, llamado púnico por su origen, arbolado en la nave del pretor indicaba el momento de comenzar el combate, y sus distintas posiciones con señales determinadas, transmitiendo órdenes. En el desarrollo de la acción cada nave o grupo de ellas maniobraban con independencia  respondiendo a las necesidades del momento.
Antes del abordaje combatían lanzando armas arrojadizas, flechas, dardos, saetas con estopa inflamada. Durante el combate, los barcos procuraban embestir con el rostrum para echar a pique al adversario o para abordarle, y también procuraban embestir a los remos de una banda para dejar al barco fuera de combate.
En los ataques a fortalezas usaban escalas, llamadas liras o arpas, que izaban o arriaban desde los palos para apoyarlas contra las murallas, con el objeto de dar el asalto, para lo cual, así como para desembarcos, acostumbraban a formar la sambuca naval, a la que posteriormente dieron los árabes el nombre de maremma, consistente en dos embarcaciones abarloadas y trincadas, de forma que, corridas sus cubiertas, dieran cabida a gran número de combatientes, conducidas por los remos aparejados en los costados opuestos y libres de las naves.
En los comienzos de la Edad Media, los principios tácticos eran prácticamente los mismos que anteriormente, adaptados a las condiciones de las dos marinas de la época, la remera y la velera; siendo el acostumbrado y preferido orden de combate, el formado por galeras en vanguardia, las naves en el centro, y en retaguardia los buques de transporte. Hasta el siglo XIV, la táctica naval clásica siguió siendo la misma, sin que se adoptaran nuevas formaciones, ni evoluciones, a pesar del empleo de la artillería, aún muy rudimentaria. Las armas ofensivas empleadas eran: las arrojadizas ordinarias de la época, las incendiarias, frascos de alquitrán inflamado y copos encendidos de cáñamo embreado, que se disparaban con ballestas de mano, de torno y de estribo; y las diversas: frascos de cal, de jabón y de abrojos, además de las piedras lanzadas por trabuco de resorte, y de las pelotas de hierro, plomo o piedra, lanzadas con las bombardas, por medio de la pólvora. Se utilizaban también los rajavelas, arpones y guadañas, para destrozar las jarcias y velamen, los arpeos para aferrar los cascos,y por último todas las armas blancas de mano, como espada, lanza, maza, hacha, daga, puñal y cuchillo.
Al final de la Edad Media y principios de la Moderna, todas las armadas combatían de igual modo, en combate de escuadra o división, siendo el orden táctico fundamental, para las galeras, el de frente, sencillo o múltiple, y para las naves, el de columna en una o más filas. Siempre se procuraba ganar el barlovento al enemigo para tener más libertad de acción y emplearla en abordajes, embestidas u otras luchas de poder a poder, decisivas en la mayoría de los casos del éxito del combate, a pesar del mortífero y destructor efecto de la artillería y de las armas arrojadizas e incendiarias empleadas a distancia.

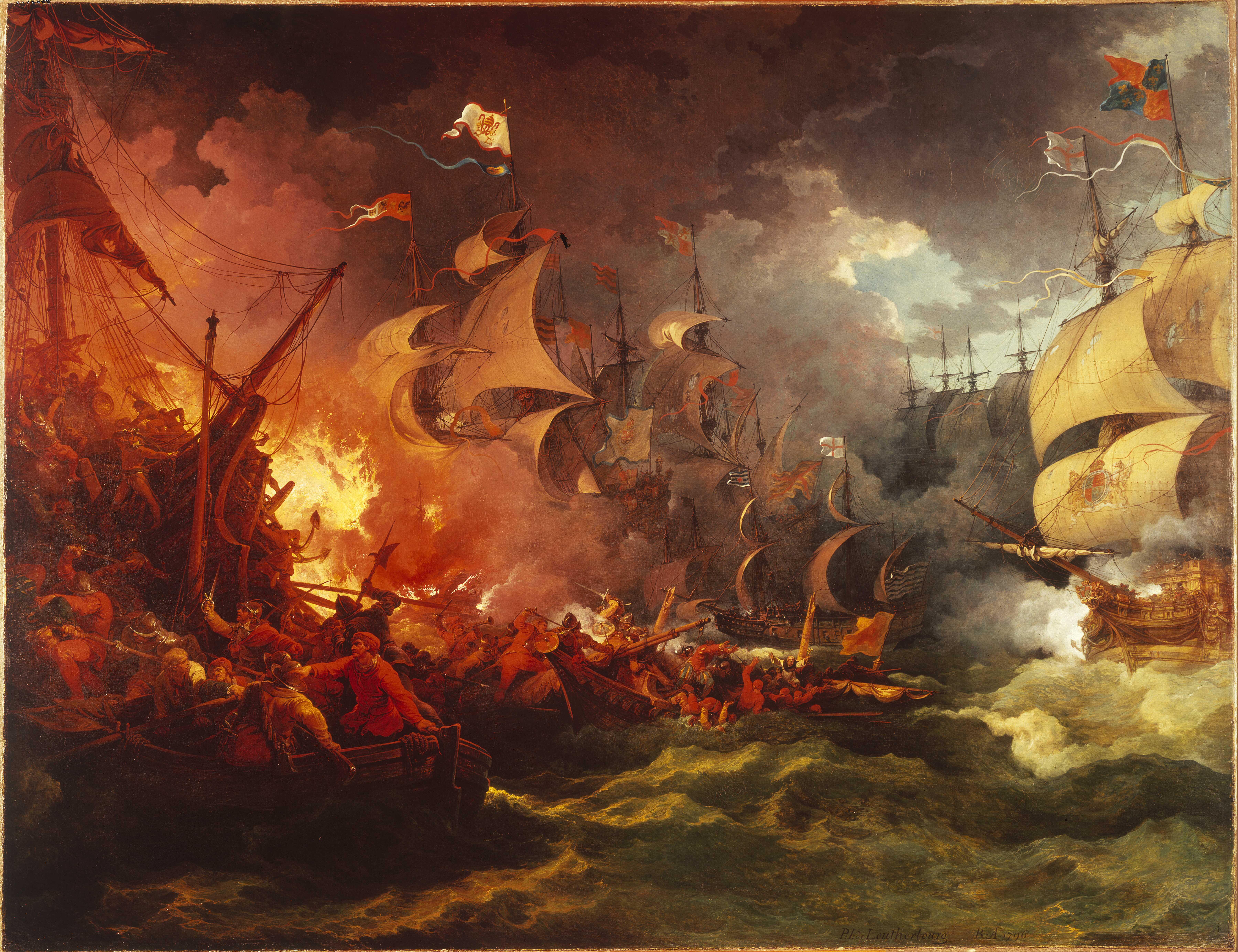
Derrota de la Armada Española (8 de agosto de 1588).

En el transcurso de la Época Moderna, debido a los incesantes perfeccionamientos del material flotante y de su armamento, tanto ofensivo como defensivo, fue evolucionando la forma de combatir en el mar, hasta el punto de puede decirse impracticable la lucha personal cuerpo a cuerpo entre los tripulantes de los buques contendientes, principal fase y episodio decisivo del combate naval antiguo.
El cañón y el torpedo, hicieron que la principal fase del combate moderno se desarrollase mediando gran distancia entre las fuerzas adversarias y generalmente evolucionando con rapidez o marchando con velocidad todas las unidades de ambas flotas, para atacarse mutuamente, o bien unas para atacar, y otras para rehuir el combate, pero en general todas procurando la mejor situación para la mayor eficacia de los disparos propios y presentar a los del enemigo el menor y más incierto blanco posible.
Los principios de la táctica naval de combate, tiende siempre al que es fundamental en toda operación militar, tanto estratégica como táctica, y así marítima como terrestre, ser el más fuerte en el punto y en el momento críticos, pueden resumirse en:
- formar la escuadra en orden profundo para efectuar la aproximación;
- adoptar en todas las circunstancias el orden de combate más apropiado para que el cañón, el torpedo y el espolón se empleen ventajosamente, debiendo garantizar desde el principio del combate la supremacía, desde el punto de vista táctico, entorpecer los movimientos del adversario, ser muy adecuado para maniobrar y conservar incólume la escuadra, a pesar de las sucesivas evoluciones, el poder militar;
- atacar un punto débil del enemigo;
- emplear todas las fuerzas, tomando parte las divisiones o unidades consecutivamente una después de otra.

## La marcha
Como preliminar del combate es la marcha de una flota operación táctica importante. En ella el núcleo de la escuadra, formada por las más potentes naves acorazadas, navega en orden cerrado bajo la protección del servicio de seguridad, compuesto de cruceros, torpederos y contratorpederos, que alrededor de aquel forman una red que el enemigo no pueda franquear sin ser visto. Los cruceros rápidos hacen las descubiertas, siendo su misión dar con el enemigo a la mayor distancia posible, reconocerlo, conservar el contacto con él hasta la aproximación del grueso de las fuerzas y abstenerse de entablar combate.

## Orden de combate

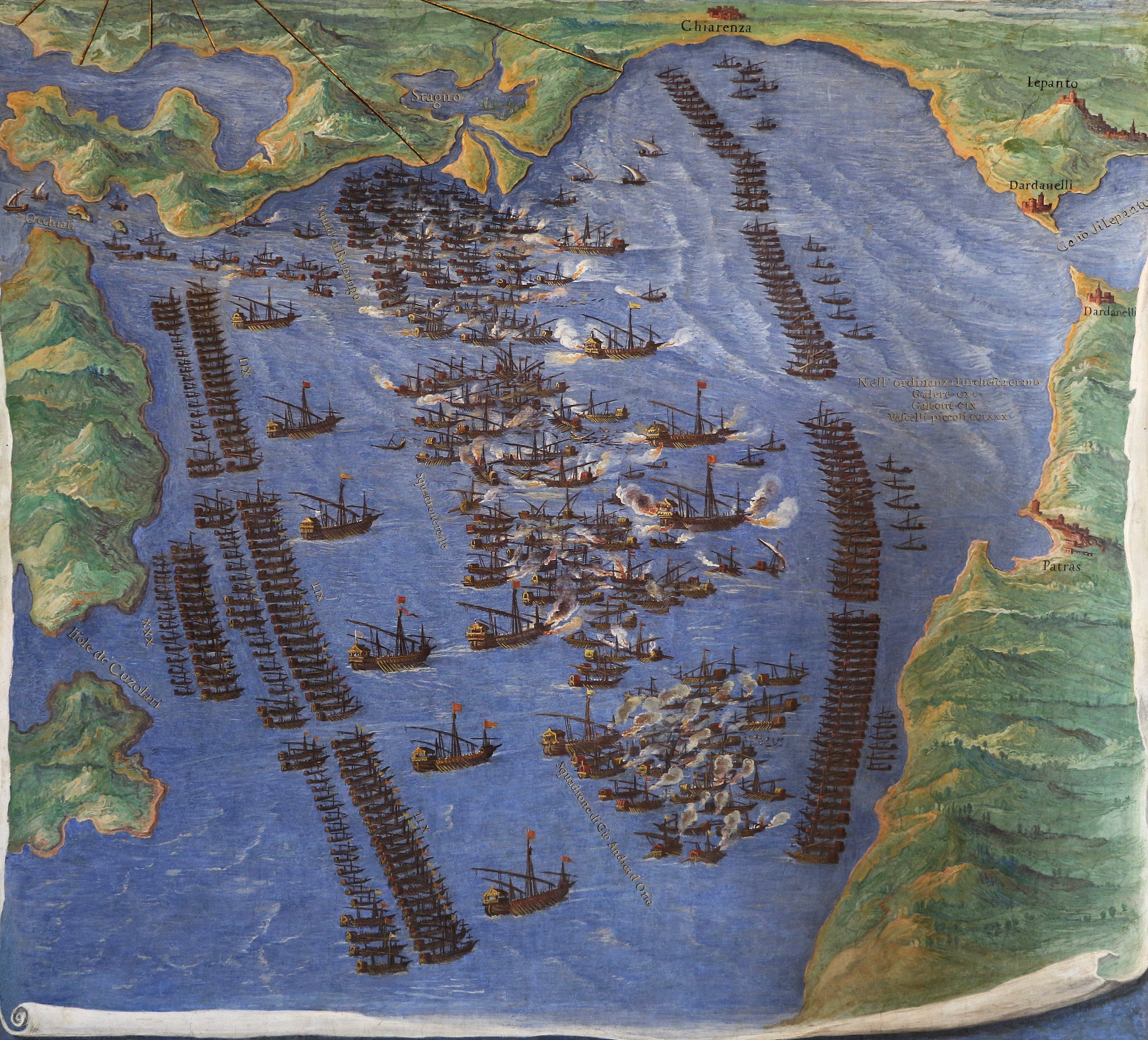
Representación de la batalla de Lepanto en 1571.

En cuanto ambas escuadras se avistan forman en orden de combate. Este orden ha de ser adecuado para que las evoluciones que el almirante en jefe manda hacer a su escuadra sean lo más rápidas y sencillas posibles, para cuyo objeto sólo se emplearán órdenes profundos, como la línea de fila o de demora de dos cuartas, mediante las cuales las variaciones de derrota se hacen por movimientos simultáneos o por contramarchas, quedando desechadas en absoluto la línea de frente y el ángulo de caza, muy poco manejables.
Al mismo tiempo se procederá en cada buque a prepararlo para el combate, desembarazándolo de todo cuanto sea estorbo o constituya un peligro, a cuyo efecto se deberán echar al agua todas las embarcaciones menores dejándolas, si acaso, con una nave para mantenerlas a sotafuego del buque; se arrojarán al agua, o se meterán bajo la protectriz, todos los demás objetos susceptibles de incendiarse; se echará abajo todo lo que no sea indispensable para el servicio de la artillería, proyectores de las cofas y para las señales, culebreando las jarcias restantes. Se desentaligarán las anclas metiendo en sus respectivas cajas las cadenas, y en general se despejarán las cubiertas todo lo posible. También deben disponerse los puntos de curación o enfermedades de combate. Cuando la escuadra se haya formado en orden de combate, los cruceros, avisos, contratorpederos y torpederos, se reunirán en una o dos escuadras ligeras que desde el principio de la acción se colocarán fuera de tiro de la artillería enemiga.

## Cañoneo a gran distancia
Ambas escuadras, en orden de combate, seguirán aproximándose en direcciones opuestas, hasta hallarse a distancia conveniente (unos 4000 metros) para poder librar combate. Con este objetivo meten la proa a una u otra banda, a fin de utilizar la artillería de través, y así se hallarán ambas fuerzas navegando paralelamente entre sí, en el mismo sentido o en el sentido contrario. Esta distancia de combate sólo se puede mantener en caso de estar conformes ambas escuadras. Si una de ellas, la que fuera de menos andar, quisiera acercarse, la otra para impedirlo se verá obligada a navegar a su mismo rumbo, presentándola, como es consiguiente, su popa. El contralmirante F. E. Fournier en su obra titulada La Flotte nécesaire, ses avantages stratégiques, tactiques et economiques, París, 1896, estudió ampliamente esta cuestión relativa al combate de artillería a distancia limitada.

## Combate de artillería a corta distancia

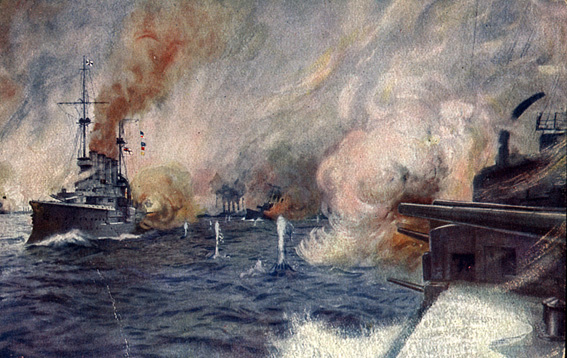
Batalla de Coronel.

Cuando las escuadras se aproximan entre sí forzosamente se baten a corta distancia. El de los dos adversarios que toma la iniciativa del ataque maniobra para atacar la cola o las alas de la formación enemiga, concentrando sus esfuerzos sobre el mismo punto, y tomando parte en la lucha las distintas divisiones, una después de otra. Durante esta parte del combate, los cruceros que se habían mantenido a distancia, se acercan y deben estar listos para intervenir, bien para apoyar el ataque o para reforzar un punto débil de la propia escuadra. En caso de que los cruceros formen dos divisiones conviene quedarse con una de reserva para utilizarla en el momento de la refriega.
La misión de la artillería en estas dos partes del combate es muy importante. Los cañones de gran calibre pueden hacer fuego a gran distancia, si bien han de estar preparados para tirar a la línea de flotación, al pasar las escuadras de vuelta encontrada. Los cañones de tiro rápido de calibre medio rompen el fuego al empezar la acción, continuando sin interrupción el de las piezas de dicho sistema de calibre reducido, y el de las ametralladoras, a su vez, rompen fuego a corta distancia. La misión de estas piezas de fuego rápido no es echar a pique al barco enemigo, sino de inutilizarlo.

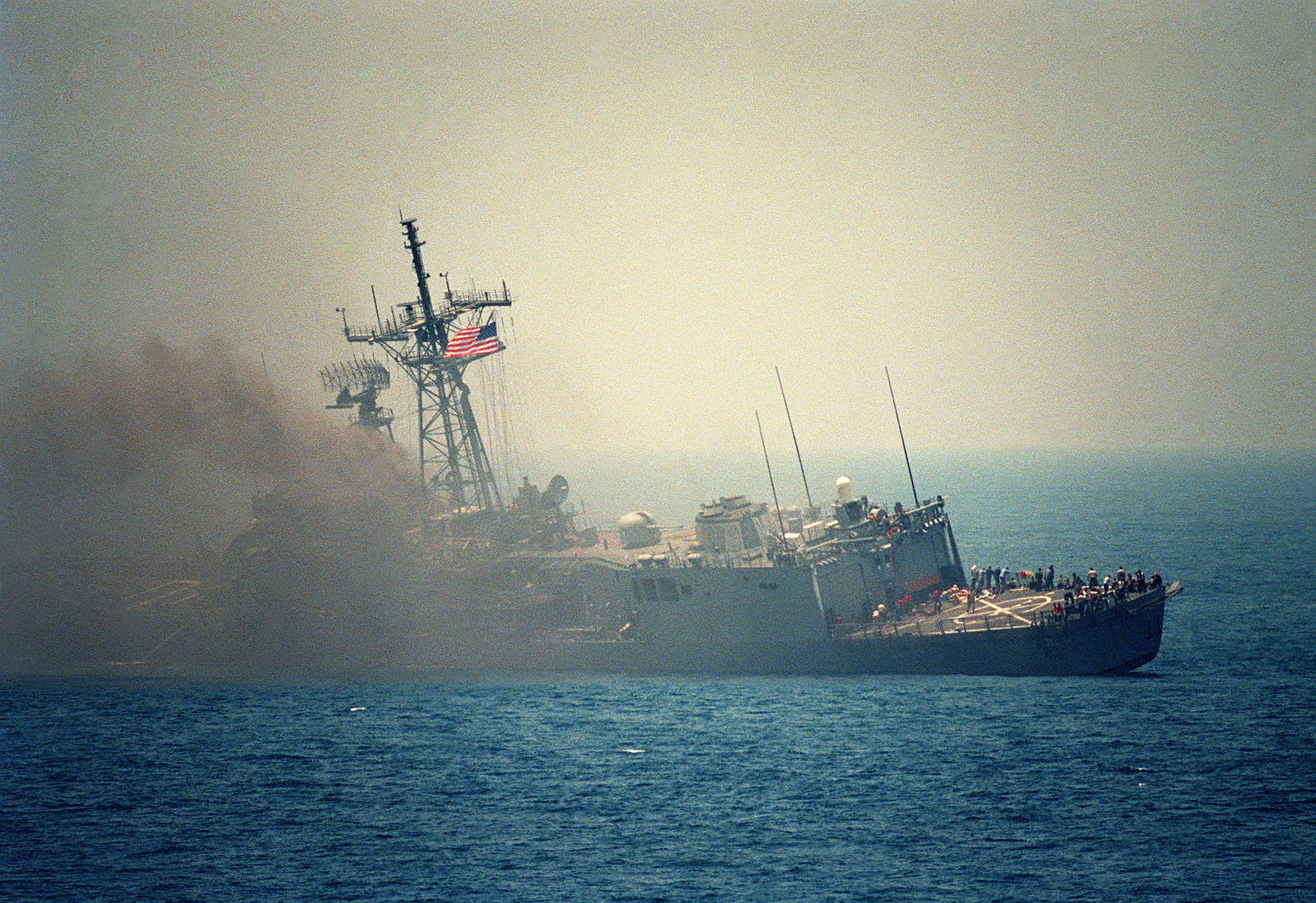
La fragata estadounidense USS Stark escorando después de recibir el impacto de dos misiles iraquíes en 1987, durante la Guerra Irán-Irak.

Tres factores rigen las probabilidades de acierto en todo duelo de cañón: la distancia que está íntimamente ligada al tamaño del blanco, la variación de la distancia y la variación de la demarcación. Los dos primeros son iguales para ambos contendientes, estando en todo caso  la elección de la distancia de parte del más andador, y el tercero, que varía para cada barco principalmente según lo que él mismo gira bajo la influencia del timón, depende de la acción mutua de ambos buques, porque cada uno es más o menos dependiente del otro.
Tres eran también las posiciones relativas de las galeras para combatir, en que la distancia y la demarcación quedaban invariables: cuando se oponía costado a costado, cuando los cañones de serviola estaban opuestos a los de aleta, y cuando los cañones de caza estaban opuestos a los de retirada. En los demás casos el ángulo que formaran los rumbos seguidos por los buques, hacía que estos se aproximasen o separasen.

## Combate a torpedo

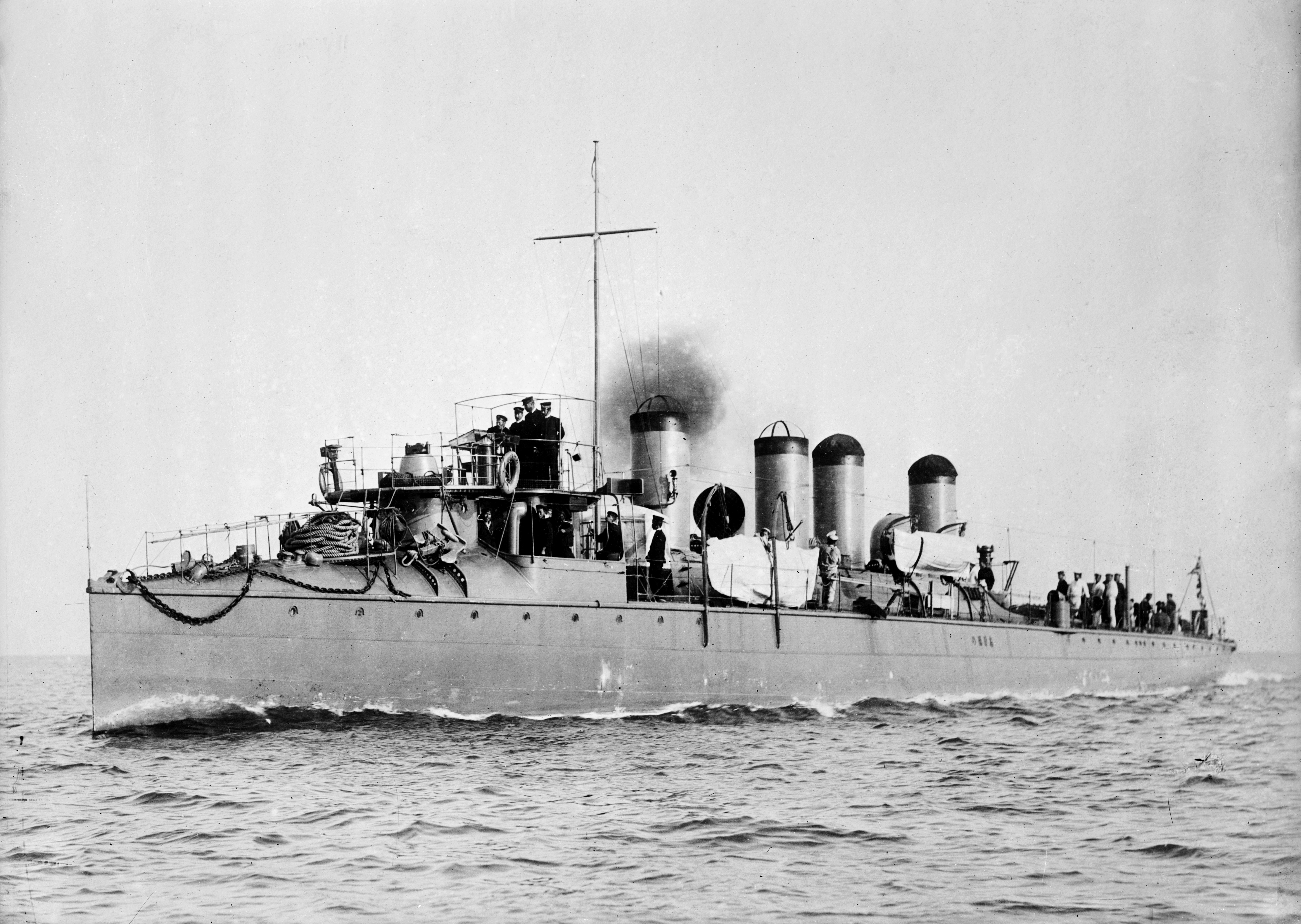
Buque torpedero Japonés Kasumi, comisionado en 1902, desplazamiento en torno a 400 t.

Durante el combate de artillería a corta distancia probablemente los adversarios siguen aproximándose hasta que llega un momento en que se hallan, recíprocamente, dentro del alcance de los respectivos torpedos del enemigo. Comienzan los buques que van en cabeza por lanzar sus torpedos de proa; los torpederos agregados a las escuadras entran de lleno a tomar parte activa en el combate colocándose convenientemente para efectuar sus lanzamientos en el momento de pasar los buques, y los acorazados y cruceros lanzan, sin dejar de hacer fuego de cañón, sus torpedos del través.
Los factores más importantes para tener éxito en el ataque con torpedos son: velocidad, poder disparar torpedos en todo el contorno, poder disparar varios torpedos simultáneamente y facultad de girar y parar fácilmente.

## La refriega
Es la fase álgida y última del combate. En ella comienza el ataque con todo tipo de artillería y misiles. De los portaaviones despegan cazas, las escuadras de cruceros, las divisiones de torpederos atacan. Antiguamente se imponía la lucha de buque contra buque embistiendo con el espolón.
Después de cada ataque, las escuadras vuelven a formarse con rapidez y a tomar otra vez la ofensiva a toda máquina.

## Final del combate
La escuadra que ha obtenido ventaja procede a terminar el combate con la destrucción de los barcos enemigos. A este fin, los acorazados se lanzan en persecución de la escuadra que huye para darle caza. Las divisiones ligeras toman parte activa en le persecución, sobre todo las que «están frescas» por no haber intervenido activamente en la acción. Las fragatas,  submarinos, torpederos, contratorpederos, cañoneros y demás buques de guerra se unen para apoyar los ataques y concluir el combate victoriosamente.